# Syncola
Syncola là một chi bướm đêm thuộc họ Blastobasidae.